# Roland Garros (bajnokság)
A Roland Garros (hivatalos nevén: „Tournoi de Roland-Garros”) egy párizsi salakpályás Grand Slam-teniszbajnokság. Kéthetes torna, melyet minden évben május közepétől június elejéig rendeznek meg az év második Grand Slam-tornájaként. Angol nyelvterületeken French Open (magyarul: francia nyílt teniszbajnokság) néven is emlegetik.

## A Roland Garros története
Az első férfi tornát 1891-ben, az első nőit 1897-ben tartották. 1925-ig csak francia teniszezők vehettek részt a versenyen, vagy olyan külföldiek, akik valamelyik francia teniszklub tagjai voltak. 1927-ig a bajnokságot a Racing Club de France és a Stade Français füves pályáin tartották. A Roland Garros salakos pályáit 1928-ban hozták létre Porte d’Auteuilben, a Davis-kupa részére. 
1968-ban, az open era kezdetével a Roland Garros lett az első olyan Grand Slam-torna, amelyen nem hazai profi versenyzők is részt vehettek.

## A torna
A Roland Garros egyike a legnagyobb és legértékesebb tenisztornáknak. Minden évben ez a torna zárja le a salakos idényt a füves idény kezdete előtt. A Roland Garros az egyik legnehezebb, legnagyobb erőnlétet igénylő tenisztorna. 
A férfiak három nyert szettig, a nők két nyert szettig játszanak. Mivel a döntő játszmában nincs rövidítés, és a salakos pálya lassú, a meccsek nagyon hosszúra tudnak nyúlni (pl. 2004-ben: Fabrice Santoro és Arnaud Clement 6 óra 33 percig volt pályán, a döntő szett eredménye 16–14 lett). 
A Roland Garros tenisztorna számára egy egész sportkomplexumot hoztak létre, amelyet az első világháborús hős Roland Garros tiszteletére neveztek el Stade de Roland Garrosnak. A két centerpályát egy-egy francia teniszezőről, Philippe Chatrier-ről és Suzanne Lenglenről nevezték el Court Philippe Chatriernak, illetve Court Suzanne Lenglennek.
Mivel a salakborítás nagyon lelassítja a labdát, a torna eltérő játéktechnikát igényel a teniszezőktől a füves vagy a kemény pályákhoz képest. Ezért történhetett meg az, hogy sok játékos a másik három tornán diadalmaskodni tudott, de a Roland Garrost nem sikerült megnyerniük (pl. Pete Sampras, John Newcombe, Arthur Ashe, Jimmy Connors, Boris Becker, Stefan Edberg, Lindsay Davenport). 
2007 márciusáig a torna megnyeréséért nem járt egyenlő pénzjutalom a nőknek és a férfiaknak, a Roland Garros volt a Grand Slam-tornák közül az utolsó, amelyik bevezette az egyenlő díjazást.

## Helyszín

A Stade Roland Garros 2012-ben

## Döntők
- Férfi egyes döntők
- Női egyes döntők
- Férfi páros döntők
- Női páros döntők
- Vegyes páros döntők